# Mateus Facho Inocêncio
Mateus Facho Inocêncio (né le 17 mai 1981 à Patrocínio Paulista) est un athlète brésilien, spécialiste du 110 m haies.
Il participe aux Jeux olympiques de 2004 à Athènes, en réalisant son record personnel de 13 s 33. L'année suivante, il est finaliste lors des Championnats du monde d'athlétisme 2005.
En 2002, il participe aux Jeux olympiques d'hiver pour l'équipe brésilienne de bobsleigh, qui termine 27e sur 29. En 2003, il participe aux Championnats sud-américains espoirs à São Paulo, avec comme temps d'engagement de 13 s 42 (+ 0,5 m/s) obtenu à Cochabamba le 11 mai 2003.